# Pedro de la Hoz
Pedro de la Hoz y de la Torre (Espejo, 17 de mayo de 1800 - Madrid, 17 de diciembre de 1865) fue un periodista tradicionalista español, director del periódico La Esperanza (1844-1874), órgano oficioso del carlismo durante el reinado de Isabel II.

## Biografía

### Primeros años y formación
Era hijo de Vicente de la Hoz, maestrante de Ronda, que fue diputado por el Valle de Penagos en las Juntas de la Provincia de Cantabria. Nació en Espejo (Córdoba), donde su padre estaba destinado de corregidor. Pasó gran parte de su infancia en la casa solariega de sus padres en el pueblo de Penagos, hasta que en 1808 ingresó en el notable colegio de los escolapios de Villacarriedo. Más adelante ingresó en la Universidad de Valladolid para estudiar derecho junto con su hermano José María, hasta el año de 1818, trasladándose después a la Universidad de Alcalá de Henares, donde obtuvo la licenciatura en Derecho.

### Vida política y periodística
Tras el fallecimiento de su padre en 1821, se inició en política en el trienio liberal como secretario del Gobierno político de León. Posteriormente renegó del liberalismo y abrazó el tradicionalismo.
Habiéndose distinguido como escritor, fue nombrado director de la Gaceta de Madrid por Fernando VII, así como Juez Conservador de las oficinas de la Imprenta Real. Contrajo matrimonio en 1825 con María de los Dolores de la Cruz de Liniers y Sarratea, hija del virrey del Río de la Plata Santiago de Liniers. En 1831 pasó a la Fiscalía General de Correos.
Tras la muerte de Fernando VII en 1833 y la sucesión de su hija Isabel, gracias a la Pragmática Sanción de 1830 que privaba del trono a su hermano Don Carlos (Carlos V para los carlistas), se inicia la primera guerra carlista. En ese momento, Pedro de la Hoz, partidario del Infante Don Carlos, dimitió de sus cargos y se exilió a Francia, residiendo en la casa de su cuñado, José Atanasio de Liniers.
Regresó a España en 1840, asumiendo pocos años después la dirección de La Esperanza, que llevaría el subtítulo de Diario Monárquico y fue fundado para defender la religión católica y la monarquía tradicional una vez acabada la guerra carlista. En este periódico, tenido por el órgano oficioso del carlismo, escribió numerosos artículos durante veinte años. El periódico llegaría a ser muy leído y tuvo una influencia significativa en su época. Según Alexandra Wilhelmsen, la habilidad de Pedro de la Hoz «evitó que el periódico fuera suspendido por las autoridades, a pesar de mantener polémicas diarias con la España oficial». Su hijo Vicente de la Hoz Liniers fue quien a su muerte dirigiría el diario.
Pedro de la Hoz fue coautor, junto con el obispo José Caixal, de los manifiestos que firmó María Teresa de Braganza, viuda de Carlos V, como la Carta a los españoles de septiembre de 1864, en la que calificaba de insensatos a quienes ponían como fundamento del Estado el «fantasma» de la opinión pública, concepto que, para Hoz, era inexistente, al considerar que las opiniones son tantas como el número de personas y que «solamente la verdad es una y capaz de unir en un solo y unánime sentimiento a millones de hombres».
Carlos Luis de Borbón y de Braganza le agració en 1858 con la Banda de la Real y distinguida Orden de Carlos III. Falleció en 1865 a causa de una enfermedad gástrico-nerviosa. Antes de morir recibió todos los sacramentos y la bendición del papa Pío IX, quien le remitió al mismo tiempo una medalla de oro con la que quiso premiarlo por sus servicios como periodista católico. Fue amigo del filósofo Jaime Balmes, que le visitó en su casona de Penagos en el verano de 1847.

## Obras

#### Libros:
- Un monárquico al señor Martínez de la Rosa (Madrid, Miguel de Burgos, 1844).
- Un monárquico á los parlamentarios. Por el autor de la carta: Un monárquico al Sr. Martínez de la Rosa (Madrid, Miguel de Burgos, 1844).
- Tres escritos políticos de D. Pedro de la Hoz publicados en 1844 (Madrid, La Esperanza, 1855).